# Samina
Il Samina è un torrente che nasce presso il monte Naafkopf a 2570 m d'altezza nel Reticone al confine tra Austria, Svizzera e Liechtenstein, attraversa nel Liechtenstein il villaggio di Steg, frazione di Triesenberg, a metà del suo corso entra in Austria nel Vorarlberg e sfocia nell'Ill presso Feldkirch nell'abitato di Frastanz. La sua valle (Saminatal) è molto selvaggia e tranne Steg e Frastanz non attraversa nessun altro abitato.